# Ковчег (иконопись)

Ковчег. Икона Божией Матери Знамение. Новгород Великий. Первая половина XII в.

Ковче́г (от ст.-слав. «ковъчегъ» — ящик, ларь, сосуд) — в иконописи — углублённое среднее поле на лицевой поверхности иконной доски. Формой более или менее повторяет форму доски (чаще всего — прямоугольный). Глубина — до 5 мм. Края доски, не занятые ковчегом, называются полями, переход от полей к ковчегу  — лузгой.
О причинах появления ковчега чётких и общепризнанных теорий не существует. Можно выделить эстетические и технологические предположения. Согласно первым, поля иконы визуально образуют раму, пространственно углублённая живопись отделяется от окружающей среды, образуется подобие «окна» в мир изображаемого. По технологическим теориям, ковчежное углубление спасает иконную доску от неизбежной деформации (выгибания) со временем, кроме того, углубление могло помогать последней стадии иконописи — нанесению защитного слоя, образуя ванночку для тёплой олифы над поверхностью живописи.
Наличие или отсутствие ковчега, его глубина, форма и прочие особенности позволяют судить о времени создания иконы. Древние иконы почти всегда имеют ковчег. В XIV—XV веках поля икон обычно узкие, ковчег вытянутой формы. Во второй половине XVI века при сохранении тех же пропорций доски, ковчег стремится к квадрату, поля становятся шире, иногда появляется двойной ковчег, при этом внутренний ковчег более углублен, в живописи полям отводится бо́льшее значение. В конце XVI — XVII веке появляются иконы без ковчега, хотя живописно ковчег обозначен: на месте лузги обводка контрастной фону краской, выделены поля иконы. С XVIII века в иконописи исчезает и иллюзия ковчега, икону часто вставляют в богато декорированную рамку (пришедшую из европейской живописи). В современной иконописи ковчег вновь вошёл в традицию.
Собирателей икон в среде коллекционеров иногда презрительно называют «ковчежниками», так как для неспециалиста в атрибуции и датировке икон практически единственным показателем древности, а, следовательно, и ценности той или иной иконы служило наличие ковчега.